# Arenaria microstella
Arenaria microstella là loài thực vật có hoa thuộc họ Cẩm chướng. Loài này được C.Y. Wu ex L.H. Zhou mô tả khoa học đầu tiên năm 1996.